# 1,2-二(溴甲基)苯
1,2-二(溴甲基)苯是一种有机化合物，化学式为C8H8Br2。它可由邻二甲苯和N-溴代丁二酰亚胺在过氧化苯甲酰的催化下于四氯化碳中反应制得。它和硒氰酸钾在丙酮中反应，可以得到二硒氰酸-1,2-苯二甲酯（C8H8(SeCN)2）。